# Agathis anceps
Agathis anceps är en stekelart som beskrevs av Maximilian Spinola 1840. Agathis anceps ingår i släktet Agathis och familjen bracksteklar. Inga underarter finns listade i Catalogue of Life.